# Нефелометр
Нефелометр (от др.-греч. νεφέλη — «облако» и μετρέω — «измеряю») — нефелометрический оптический прибор, определяющий количество взвешенного вещества в мутной среде. Применяется в метеорологии, химическом количественном анализе. Измеряется концентрация или размер частиц по интенсивности света, рассеянного дисперсными системами. Относится к концентратомерам для физически неоднородных сред (аэрозолей, туманов, взвесей, эмульсий). Нефелометрические методы также используются в приборах, непосредственно не связанных с определением количества вещества. Например, для опредения атмосферной видимости.

## Атмосфера
Нефелометры используются для измерения аэрозолей из непоглощающих свет частиц. Для непоглощающих свет частиц коэффициенты рассеяния и пропускания равны. Нефелометры используют метод спектральной прозрачности,:81 метод обращения индикатрисы,:86 метод малых углов.:88
При достаточно высокой влажности воздуха частицы аэрозоля, образующийся за счёт поглощения водяного пара гигроскопическими веществами, более чем в 10 раз превосходят по массе исходные частицы и показатель преломления таких частиц ближе к показателю преломления воды.:8
Нефелометр для определения прозрачности воздуха включает в себя камеру, в которую засасывается проба воздуха. Камера освещается мощным пучком света. По рассеянию лучей на капельках тумана, пыли и других примесях можно определить прозрачность и расстояние видимости атмосферы.:48 Также существуют устройства, которые не используют камеры — луч идёт в открытом пространстве. При установке вне помещений (например, на аэродроме) измерение бескамерным устройством происходит с учётом воздействия осадков.